# Miconia acuminata
Miconia acuminata är en tvåhjärtbladig växtart som först beskrevs av Ernst Gottlieb von Steudel, och fick sitt nu gällande namn av Charles Victor Naudin. Miconia acuminata ingår i släktet Miconia och familjen Melastomataceae. Inga underarter finns listade i Catalogue of Life.